# Meyenburger Damm
Der Meyenburger Damm in der niedersächsischen Gemeinde Schwanewede, Ortsteil Meyenburg, ist eine Straße in Süd-Nord-Richtung von den Straßen Struckberg/Butendoor zur Uthleder Straße/Treudel.
Die Straße steht unter Denkmalschutz (siehe auch Liste der Baudenkmale in Schwanewede).

## Geschichte und Beschreibung
In einer Urkunde von 1309 werden die Rechte an eine von der Bürgerschaft der Stadt Bremen gemeinsam mit den Grafen von Stotel, Delmenhorst und Oldenburg und einigen Adelsfamilien der Region erbauten Burg festgelegt. Der älteste Siedlungsbereich des Ortes zwischen der Burg und dem Geestrand besteht aus dem Meyenburger Damm. Im Querschnitt besteht er aus dem Bürgersteig auf der Westseite und schmalem Gehweg auf der Ostseite sowie der Fahrbahn mit Kopfsteinpflaster. Seitlich wird er begrenzt durch die unregelmäßig gesetzten Laubbäume der Hofanlagen sowie Hecken und wenigen Einfriedungen.
An der Straße stehen viele denkmalgeschützte eingeschossige zumeist giebelständige Zweiständer-Hallenhäuser mit (reetgedeckten) Krüppelwalmdächern und gebaut in massivem Backstein und einige auch in Fachwerk mit Steinausfachungen sowie jeweils mit der Grooten Door mit Korbbogen im Wirtschaftsgiebel. Die Gebäude werden heute zumeist als Wohnhäuser genutzt. Früher (um 1810) erhielten in der Höferolle Meyenburg die örtlichen Hofstellen Nummerierungen, die nicht mit den heutigen straßenbezogenen Hausnummern übereinstimmen.
Zu den denkmalgeschützten Gebäude zählen die
- Nr. 1: Wohn- und Wirtschaftsgebäude von um 1875 als Backsteinbau
- Nr. 2: Stall von um 1900, Ruine als Backsteinbau
- Nr. 3: Wohn- und Wirtschaftsgebäude von um 1790 als Fachwerkbau
- Nr. 4: Wohn- und Wirtschaftsgebäude von 1865 als Backsteinbau
- Nr. 5: Gasthaus von um 1900 als Backsteinbau
- Nr. 7: Hofanlage von 1858 als Backsteinbau; eine Kastanie ist als Naturdenkmal geschützt
- Nr. 8: Wohn- und Wirtschaftsgebäude von 1839 als Backsteinbau
- Nr. 9: Kirche St.-Luciae von 1752 und 1857 als Backsteinbau mit Friedhof
- Nr. 10: Schule von um 1900 als Backsteinbau mit Satteldach
- Nr. 11: Pfarrhaus von um 1910 als Backsteinbau mit Satteldach, Architekt Hugo Wagner (Bremen)
- Nr. 14: Wohn- und Wirtschaftsgebäude von 1875 als Backsteinbau; zwei Winterlinden sind als Naturdenkmale geschützt
- Nr. 15: Wohn- und Wirtschaftsgebäude von 1867 als Fachwerkbau
- Nr. 16: Wohn- und Wirtschaftsgebäude von um 1800 als Fachwerkbau
- Nr. 20: Wohn- und Wirtschaftsgebäude von um 1890 als Backsteinbau
- Nr. 27: Gut Wersebe vom 16. bis 19. Jahrhundert mit Herrenhaus, großer Scheune, Remise, Park und Gräfte

Nicht denkmalgeschützt aber erwähnenswert sind u. a.
- Nr. 13: Meyenburger Melkhus, kleines hölzernes Rasthaus mit Milchspezialitäten; 7 Stieleichen sind als Naturdenkmale geschützt
- Nr. 28: Landhaus Meyenburg als Gaststätte in Fachwerk und Krüppelwalm
- Nr. 32: Wohn- und Wirtschaftsgebäude als Backstein-Hallenhaus

Das Landesdenkmalamt befand u. a.: „…  als wichtiger Bestandteil des Ortskerns von Meyenburg …“